# Aardgasveld
Aardolie en aardgas ontstaan door hetzelfde geologische proces, anaerobe afbraak van organisch materiaal diep onder het aardoppervlak. Als gevolg hiervan worden aardolie en aardgas vaak samen gevonden. In het gangbare taalgebruik worden velden met vooral aardolie olievelden genoemd, en velden met vooral aardgas aardgasvelden.
Over het algemeen ontstaat uit sedimenten op een diepte van 1000 tot 6000 meter, bij een temperatuur van 60-150°C olie en bij sedimenten die dieper liggen en een hogere temperatuur hebben, aardgas. Hoe dieper de bron van het gas, hoe "droger" het gas is, dat wil zeggen hoe minder aardgascondensaat in het gas aanwezig is. Omdat zowel aardolie als aardgas een kleinere dichtheid hebben dan water, hebben ze de neiging te stijgen vanaf de plek van ontstaan tot ze aan het aardoppervlak komen en naar de atmosfeer ontsnappen, of worden tegengehouden door een laag niet doorlatend gesteente waar ze dan een 'gasbel' vormen. Uit deze 'gasbel' kan het gas gewonnen worden door een gat te boren in deze laag. Dit heet dan een boorgat.
Het grootste aardgasveld ter wereld is het Zuid Pars/Asalouyeh gasveld, dat gedeeld wordt door Iran en Qatar. Het op een na grootste aardgasveld ligt in Novy Oerengoj, in Rusland.

## Referentie
- Hyne, Norman J. (2001). Nontechnical guide to petroleum geology, exploration, drilling, and production (2nd ed.). Tulsa, Oklahoma: PennWell Corporation. ISBN 0-87814-823-X